# Ibn Khordadbeh
Abu'l Qasim Ubaid'Allah ibn Khordadbeh (en persan : ) ou Ibn Khurdähbih est un géographe et bureaucrate perse musulman qui a vécu au IXe siècle, vers 820-885.

## Biographie
Ibn Khordadbeh est né dans une riche famille perse du nord de l'actuel Iran. 
Il fut nommé "Directeur des Postes et de la Police" de la province de Jibâl au nord-ouest de l'Iran sous le calife abbasside al-Mutammid (en 869). 
Sous ce titre, ibn Khordadbeh servit en tant que chef des postes et espion en chef du calife, dont il était également un ami proche.

## Œuvre écrite
Vers 870, ibn Khordadbeh écrivit Kitab al-Masalik w-al-Mamalik (Livre des Routes et des Royaumes). Il y décrit les différents peuples et provinces du califat abbasside. C'est une des seules sources décrivant l'activité des Radhanites, des marchands juifs.
Ibn Khurdähbih fait assez peu de cas des peuples de l'Europe occidentale, qu'il juge barbares, mais qui sont une source « d'eunuques, d'esclaves mâles et femelles, de brocarts, de peaux de castor, de colle, de zibeline et d'épées ».